# Småkrypmossa
Småkrypmossa (Serpoleskea confervoides) är en bladmossart som först beskrevs av Brid., och fick sitt nu gällande namn av Leopold Loeske. Småkrypmossa ingår i släktet Serpoleskea, och familjen Amblystegiaceae. Arten är reproducerande i Sverige.